# Birgit Eriksson
Birgit Eriksson, född 1926 i Älmhult, död 1994, var en svensk konstnär.
Eriksson är som konstnär autodidakt men har via NKI-skolan deltagit i några korrespondens kurser och studerat målning vid Medborgarskolan i Stockholm. Hennes konst består av barnskildringar och landskapsmålningar med naturalistiskt skildrade motiv. Hon signerade sina alster med Jons Birgit.